# 查尔斯·斯图尔特·鲍耶
查尔斯·斯图尔特·鲍耶（英語：Charles Stuart Bowyer，1934年8月2日—2020年9月23日），美国天文学家，加利福尼亞大學教授。极紫外線天文學的开拓者，主持了極紫外探測器的一系列工作。

## 生平
1934年8月2日生于俄亥俄州托莱多，以第一名的成绩毕业于伊利诺伊州奥兰帕克高中，入读俄亥俄州的迈阿密大学，获学士学位。1965年在美国天主教大学获物理学博士学位，论文关于X射线天文学。
之后在华盛顿特区的海军研究实验室进行太阳物理学博士后研究，并在美国天主教大学空间科学系任教。1968年转入加利福尼亞大學柏克萊分校。他曾在赫爾伯特·傅利曼领导的研究小组工作。1994年退休。2020年9月23日因2019冠状病毒病并发症逝世。